# Fiesta Nacional del Potrillo
La Fiesta Nacional del Potrillo es una Fiesta Nacional de Argentina en la cual se hacen honores al caballo y su relación con el hombre de campo. Dicha Fiesta tiene su epicentro en Coronel Vidal, partido bonaerense de Mar Chiquita, Argentina.
En dicha fiesta se puede comer un buen asado, deleitarse con espectáculos de artistas nacionales, y diversas actividades como la doma, que se realizan durante una semana entre fines de febrero y comienzos de marzo.
La Organización de la fiesta la realiza una Asociación Civil, con una Comisión Directiva la cual se renueva anualmente. La entidad cuenta con socios activos quienes aportan los recursos económicos para poder llevar adelante este evento. Además la Fiesta recibe el aporte y la colaboración de la Municipalidad del Partido de Mar Chiquita.

## Historia
- 1978, Julián Hormaechea y otros integrantes del "Centro Tradicionalista Arbolito" de Cnel. Vidal, crean en el Partido una "FIESTA REGIONAL" para revalorizar a ese noble animal, el potrillo, y congregar a la gente gaucha.

La 1.ª edición fue un éxito, las jineteadas con 12 000 personas, en la estancia "Arbolito" de Héctor Zambotti. Luego se crea "la Agrupación Folclórica El Potrillo", ballet oficial de la fiesta de Carmencita Viglietti.
El remate y la exposición de yeguarizos fue la esencia de la fiesta. Además de valorizar al caballo de trabajo, el cuarterón. En aquel año se tuvieron 1000 yeguarizos de distintos rematadores.
Los caballos tenían un valor importante y se vendían para diferentes actividades. En cuanto a los deportes se lo usó para juego de polo, carrera de sortija y jineteada. Se llevaba a los visitantes en paseos en sulkys, volantas y otros carruajes, hasta la Esquina de Arguas, "La Cautiva" propiedad de la familia Casalins.
El anfiteatro se erigió en la plaza del Municipio. 
La 1.ª Fiesta del Potrillo tuvo lugar los días 30 y 31 de marzo y 1 de abril de 1979. Llegaron público de Mar del Plata, Balcarce, Ayacucho, Guido, Las Armas, Gral. Madariaga, La Plata, Buenos Aires.
Julián Hormaechea vio su sueño cumplido. El partido de Mar Chiquita tuvo su fiesta propia.